# Tenuibaetis
Tenuibaetis is een geslacht van haften (Ephemeroptera) uit de familie Baetidae.

## Soorten
Het geslacht Tenuibaetis omvat de volgende soorten:
- Tenuibaetis arduus
- Tenuibaetis flexifemora
- Tenuibaetis inornatus
- Tenuibaetis parvipterus
- Tenuibaetis pseudofrequentus